# Franco Mastantuono
Pour les articles homonymes, voir Mastantuono.
Franco Mastantuono, né le 14 août 2007 à Azul (Argentine), est un footballeur international argentin qui évolue au poste de milieu offensif au Real Madrid.

## Biographie

### Jeunesse
Franco Mastantuono est né à Azul, dans la province de Buenos Aires, en Argentine. Enfant, il joue aussi au tennis où ses qualités lui permette de jouer au niveau national et de faire partie des meilleurs jeunes joueurs du pays.
Il commence le football à trois ans en jouant pour le club de River de Azul où son père était entraîneur. En 2017, il participe à des essais avec River Plate et se voit par la suite invité à rejoindre le centre de formation. Mais il refuse, car sa famille souhaite qu'il poursuive sa carrière dans le tennis,. Puis à onze ans, il rejoint le Club Cemento. 
Deux ans plus tard, en 2019, il décide d'accepter l'offre de River Plate et rejoint le club Millonarios. Il fait sa première apparition avec les jeunes lors du dernier match de la saison 2019 où sa nouvelle équipe est sacrée championne.

### Carrière en club

#### Formation et débuts à River Plate (2019-2025)
Après des saisons prometteuses au centre de formation de River Plate, il signe son premier contrat professionnel en août 2023 : deux ans avec une clause libératoire à 30 millions d'euros. Le mois suivant sa signature, il intègre le groupe professionnel à l'entraînement.
Il joue son premier match "non-officiel" lors d'un amical face à Monterrey lors de la pré-saison 2024. Le 28 janvier 2024, lors la 1re journée de la Coupe de la Ligue 2024, il joue son premier match officiel en remplaçant Facundo Colidio face à Argentinos Juniors (1-1).  Âgé de 16 ans, 5 mois et 14 jours, il devient à cette occasion le 3e plus jeune joueur de River Plate à jouer en compétition officielle, derrière Mateo Musacchio (16 ans, 3 mois et 14 jours en 2006) et Omar Rossi (16 ans, 4 mois et 24 jours en 1948).
Il devient plus jeune buteur (16 ans, 5 mois et 24 jours) de l'histoire de River Plate le 8 février 2024 lors d'une victoire 3-0 en Coupe d'Argentine contre Excursionistas en inscrivant son 1er but , effaçant le record précédent détenu par Javier Saviola (16 ans, 10 mois et 7 jours). Il bat un nouveau record symbolique le 25 février 2024 face à Boca Juniors en devenant le plus jeune joueur à disputer un Superclásico.
Le 19 mars 2024 il signe une prolongation de contrat d'une saison, jusqu'en décembre 2026, qui fait passer sa clause libératoire à 45 millions d'euros, la plus élevée du football argentin,.
Le 24 avril 2024 il bat un nouveau record de précocité. En inscrivant le but de la victoire (2-1) en phase de poule de la Copa Libertadores face au Club Libertad, il devient le plus jeune joueur (16 ans, 8 mois et 10 jours) de River Plate à marquer dans cette compétition, dépassant une nouvelle fois Javier Saviola (17 ans, 2 mois et 13 jours). Avec ce but, il se classe 4e plus jeune buteur de l'histoire de la Copa Libertadores, derrière Ângelo Gabriel, Moisés Paniagua et Juan Carlos Cárdenas.
Grâce à une passe décisive pour Miguel Borja face au Deportivo Táchira le 30 mai 2024, il devient le plus jeune joueur à marquer un but et à délivrer une passe décisive dans une compétition organisée par la Conmebol ou l'UEFA.

#### Transfert prometteur au Real Madrid (2025-)
Le 13 juin 2025, le Real Madrid annonce l'arrivée de Franco Mastantuono avec un contrat pour les six prochaines saisons, soit jusqu'en juin 2031,,. Il disputera néanmoins la Coupe du mondes des clubs de la FIFA avec River Plate avant de rejoindre officiellement les rangs madrilènes à partir du 14 août 2025,,. « Le discours du coach (Xabi Alonso) a une grande influence. Parce que savoir qu’il te veut, c’est une marque de confiance, surtout pour un joueur qui doit quitter un club comme River Plate, ce qui n’est pas facile » raconte l'Argentin suite à son transfert,.
Le 14 août 2025, il paraphe son contrat avec les Merengues et est présenté à la Ciudad Real Madrid,. Il choisit de porter le no 30,.

### Carrière en sélection nationale
En 2022, Franco Mastantuono est appelé pour la première fois en équipe d'Argentine des moins de 17 ans par le sélectionneur Pablo Aimar alors qu'il n'est âgé que de quinze ans. 
La même année, le sélectionneur des moins de 20 ans, Javier Mascherano, l'intègre au groupe d'entraînement. 
En 2023, il dispute la Coupe du monde des moins de 17 ans en Indonésie. L'Argentine termine 4e, Mastantuono rentre en jeu à tous les matchs, à l'exception de la petite finale.

## Statistiques

### En club
| Saison                | Club                  | Championnat           | Championnat | Championnat | Championnat | Coupe nationale | Coupe nationale | Coupe nationale | Coupe de la Ligue | Coupe de la Ligue | Coupe de la Ligue | Supercoupe | Supercoupe | Supercoupe | Compétition(s) continentale(s) | Compétition(s) continentale(s) | Compétition(s) continentale(s) | Compétition(s) continentale(s) | Total | Total | Total |
| Saison                | Club                  | Division              | M.          | B.          | P.d.        | M.              | B.              | P.d.            | M.                | B.                | P.d.              | M.         | B.         | P.d.       | Comp.                          | M.                             | B.                             | P.d.                           | M.    | B.    | P.d.  |
| 2024                  | River Plate           | Primera División      | 24          | 1           | 3           | 1               | 1               | 0               | 9                 | 0                 | 0                 | 1          | 0          | 0          | CL                             | 7                              | 1                              | 1                              | 42    | 3     | 4     |
| 2025                  | River Plate           | Primera División      | 12          | 4           | 4           | 1               | 1               | 0               | -                 | -                 | -                 | -          | -          | -          | CL                             | 6                              | 2                              | 0                              | 19    | 7     | 4     |
| Total sur la carrière | Total sur la carrière | Total sur la carrière | 36          | 5           | 7           | 2               | 2               | 0               | 9                 | 0                 | 0                 | 1          | 0          | 0          | -                              | 13                             | 3                              | 1                              | 61    | 10    | 8     |

### En sélection nationale
| Saison                | Sélection             | Phases finales        | Phases finales | Phases finales | Phases finales | Éliminatoires | Éliminatoires | Éliminatoires | Matchs amicaux | Matchs amicaux | Matchs amicaux | Total | Total | Total |
| Saison                | Sélection             | Compétition           | M              | B              | Pd             | M             | B             | Pd            | M              | B              | Pd             | M     | B     | Pd    |
| --------------------- | --------------------- | --------------------- | -------------- | -------------- | -------------- | ------------- | ------------- | ------------- | -------------- | -------------- | -------------- | ----- | ----- | ----- |
| 2024-2025             | Argentine             | -                     | -              | -              | -              | 1             | 0             | 0             | -              | -              | -              | 1     | 0     | 0     |
| Total sur la carrière | Total sur la carrière | Total sur la carrière | -              | -              | -              | 1             | 0             | 0             | -              | -              | -              | 1     | 0     | 0     |

## Palmarès
| River Plate (1) :                                  |
| -------------------------------------------------- |
| - Supercoupe d'Argentine (1) : - Vainqueur : 2024. |